# Smangaliso Mkhatshwa
Smangaliso Mkhatshwa (* 26. Juni 1939 in Barberton, Provinz Mpumalanga, Südafrika) ist ein südafrikanischer Priester und Politiker. Von 2000 bis 2006 war er Bürgermeister (Executive Mayor) der City of Tshwane Metropolitan Municipality. Mkhatswhwa ist Mitglied des African National Congress (ANC).
Mkhatshwa erlangte seinen College-Abschluss in Polokwane (vormals Pietersburg). Danach studierte er Philosophie (Bachelor) und Theologie (Master) an der Universität von Löwen in Belgien und wurde in KwaZulu-Natal und am St Peter’s Seminar in Tshwane zum katholischen Priester ausgebildet. Er wurde als aktiver Gegner des Apartheidsregimes in Südafrika politisch verfolgt, verhaftet und gefoltert.
Mkhatshwa war in den 1980er Jahren Generalsekretär der katholischen Bischofskonferenz für das südliche Afrika und danach Generalsekretär des Institute for Contextual Theology in Johannesburg. 1988 erhielt er die Ehrendoktorwürde der Katholisch-Theologischen Fakultät der Universität Tübingen.
Mkhatshwa war ein Mitglied des ANC, der führenden südafrikanischen Partei, seit Beendigung des Parteiverbots. 1994 wurde er für den ANC Mitglied des südafrikanischen Parlamentes. 1994 bis 1996 war er Komiteevorsitzender in der Nationalversammlung. 1996 wurde er zum Bildungsminister von Südafrika ernannt; diesen Posten behielt er bis 1999. 2000 wurde er zum Bürgermeister der City of Tshwane Metropolitan Municipality gewählt. Diese Position hielt er bis zum März 2006 inne.
Mkhatshwa ist der erste Präsident der United Cities and Local Governments of Africa, der Dachorganisation afrikanischer Städte und Regionalregierungen, die im Dezember 2003 in Yaoundé, Kamerun, gegründet wurde und sich – mit beschränktem Einfluss – auf lokaler Ebene der wirtschaftlichen und politischen Entwicklung Afrikas widmet.